# Pałaneczka gruboogonowa
Pałaneczka gruboogonowa (Cercartetus nana) – gatunek ssaka z rodziny drzewnicowatych (Burramyidae).

## Taksonomia
Gatunek po raz pierwszy zgodnie z zasadami nazewnictwa binominalnego opisał w 1818 roku francuski zoolog Anselme Gaëtan Desmarest nadając mu nazwę Phalangista nana. Miejsce typowe to Îles Maria, Tasmania, Australia. Holotyp to skóra i czaszka młodocianego samca o sygnaturze MNHN-ZM-MO-1990-413 z kolekcji Muzeum Historii Naturalnej w Paryżu; odłowiony w między 18 a 27 marca 1802 roku przez francuskiego przyrodnika Charlesa Alexandre’a Lesueura. Podgatunek unicolor opisał formalnie w 1863 roku niemiecko-australijski zoolog i paleontolog Johann Ludwig Gerard Krefft jako odrębny gatunek i nadając mu nazwę Dromicia unicolor. Miejsce typowe to St. Leonards, North Shore, Sydney, Nowa Południowa Walia, Australia. Holotyp obecnie jest zaginiony, pierwotnie znajdował się w zbiorach Muzeum Australijskiego, i został opisany jako dorosła samica, pierwotnie w alkoholu, odłowiona przez A. Butta.
Autorzy Illustrated Checklist of the Mammals of the World rozpoznają dwa podgatunków.

### Etymologia
- Cercartetus: gr. κερκος kerkos ‘ogon’; αερταω aertaō ‘podnosić’[14].
- nana: łac. nanus ‘karzeł’, od gr. νανος nanos ‘karzeł’[15].
- unicolor: łac. unicolor, unicoloris ‘zwykły, jednolity, jednego koloru’, od uni- ‘jedno-’, od unus ‘jeden’; color, coloris ‘kolor’[16].

## Zasięg występowania
Pałaneczka gruboogonowa występuje w zależności od podgatunku:
- C. nanus nanus – Tasmania i Cieśnina Bassa (King i Wyspa Flindersa).
- C. nanus unicolor – kontynentalna Australia, od granicy Queenslandu i Nowej Południowej Walii wzdłuż wschodniego wybrzeża, przez południową Wiktorię do południowo-wschodniej Australii Południowej.

## Morfologia
Długość ciała (bez ogona) 7-11 cm, długość ogona 7,5-10,5 cm; masa ciała 15-43 g. Wierzch ciała płowobrązowy, spód biały.

## Środowisko życia
Od lasów deszczowych, poprzez lasy twardolistne do obszarów półpustynnych.

## Tryb życia
Jest zwierzęciem nocnym. Dzień spędza w kulistym gnieździe, czasami zajmuje również opuszczone gniazda ptaków. Jeden osobnik może używać kilku gniazd. Zwinnie wspina się nawet na najcieńsze gałązki dzięki chwytnemu ogonkowi. Z końcem lata zwierzęta bardzo przybierają na wadze, grubieje również nasada ogona, gdzie gromadzone są rezerwy tłuszczu potrzebne na przetrwanie zimy. Zimą i w ciągu dnia aktywność zwierząt spada i zapadają w odrętwienie, które nie trwa jednak dłużej niż dwa tygodnie. Pokarm składa się głównie z pyłku i nektaru, np. kwiatów eukaliptusa czy banksji, który zbierany jest pędzelkowatym językiem. Prawdopodobnie zwierzęta te mogą odgrywać pewna rolę przy zapylaniu tych roślin. Gdy nie ma kwiatów, żywią się owocami, pająkami, owadami i ich larwami.
Narodziny młodych odbywają się na kontynencie od wiosny do jesieni, na Tasmanii od końca zimy do wiosny. Jeden miot składa się przeważnie z czterech młodych, które przez około 6 tygodni pozostają w torbie.

## Status zagrożenia
W Czerwonej księdze gatunków zagrożonych Międzynarodowej Unii Ochrony Przyrody i Jej Zasobów został zaliczony do kategorii LC (ang. least concern „najmniejszej troski”).